# Delphic (navire de 1925)
Le Delphic est un cargo britannique de la White Star Line, deuxième navire de la compagnie à porter ce nom. Il est construit par les chantiers Harland & Wolff en 1916 pour servir l'effort de guerre sous le nom de War Icarus, appartenant à la série des cargos de « type G ». Lancé en septembre 1918 et mis en service au mois d'octobre suivant, il est le seul navire de la série à être terminé avant la fin de la Première Guerre mondiale. Il est durant cette époque exploité par une compagnie de Liverpool.
En 1919, il est acheté par l'Atlantic Transport Line qui le renomme Mesaba et l'exploite pendant six ans. Il est ensuite transféré, en 1925, à une compagnie sœur, la White Star, qui le renomme Delphic et l'utilise pour remplacer un autre cargo du même type échoué l'année précédente, le Bardic. Durant les huit années suivantes, le navire sert sur la ligne à destination de l'Australie. En 1933, la compagnie s'apprêtant à fusionner avec la Cunard Line, elle se sépare de ses navires inutiles.
Le Delphic est alors vendu, comme un autre de ses jumeaux, le Gallic, à la Clan Line qui le renomme Clan Farquhar. Il sert cette nouvelle compagnie, toujours à destination de l'Australie, jusqu'à sa démolition en 1948, après trente ans de service.

## Histoire
En 1916, en pleine Première Guerre mondiale, les chantiers Harland & Wolff reçoivent commande d'une série de 22 cargos dits de « type G » pour servir l'effort de guerre en transportant des marchandises. Parmi ceux qui sont construits sur leur site de Belfast (ou de Govan, selon les sources) se trouve le War Icarus, qui est lancé le 19 septembre 1918, et livré au mois d'octobre suivant. Il est alors, très brièvement, exploité par une compagnie de Liverpool, la Booth Line. Le War Icarus est par ailleurs le seul des navires de sa classe à entrer en service avant la fin des hostilités.
En mai 1919, le navire ne servant plus au gouvernement, il est vendu à l'Atlantic Transport Line qui le renomme Mesaba. Il s'agit du second navire de ce nom pour la compagnie, qui a perdu son premier Mesaba quelques mois plus tôt face à un sous-marin allemand. La compagnie appartient alors à un trust, l'International Mercantile Marine Co., qui contient nombre de compagnies maritimes. L'une d'elles, la White Star Line, possède depuis 1919 plusieurs cargos de type G, le Bardic et le Gallic, qui desservent l'Australie. Or, en 1924, le Bardic s'est échoué. Afin de le remplacer, le Mesaba est transféré à la White Star après avoir été refondu aux chantiers Harland & Wolff.
Renommé Delphic (deuxième navire de la compagnie portant ce nom après un paquebot-mixte de 1897), le navire dessert l'Australie en remplacement du Bardic (pour sa part réparé et cédé à une autre compagnie) jusqu'en 1933. À cette date, lui et le Gallic ne sont plus utiles à la compagnie, qui s'apprête à fusionner avec la Cunard. Le Delphic est vendu en octobre à la Clan Line pour 53 000 livres sterling.
Renommé Clan Farquhar, il continue à servir sur la ligne australienne aux côtés du Gallic, devenu le Clan Colquhoun. En 1948, après quinze ans d'une carrière sans histoire, il n'est plus utile à la compagnie. Il est donc démoli en juillet, à Milford Haven.

## Caractéristiques
Le Delphic est un navire construit rapidement et dans un but purement fonctionnel, arborant une cheminée et deux mâts qui supportent les grues de chargement. Sa passerelle de navigation est la seule superstructure, située un peu en avant de la cheminée, qui porte les couleurs de la White Star (ocre brun surmonté de noir). Avec une longueur de 142 mètres sur 18, il jauge 8 006 tonneaux et dispose de six cales. Propulsé par deux hélices alimentées par deux machines alternatives à triple expansion, il peut atteindre une vitesse relativement basse pour l'époque, de 12,5 à 13 nœuds. La White Star possède durant les années 1920 deux autres cargos similaires, le Bardic et le Gallic, qui ne diffèrent que par leur tonnage, légèrement inférieur dans le cas du second.